# Euphrasia willkommii
Euphrasia willkommii är en snyltrotsväxtart som beskrevs av Josef Franz Freyn. Euphrasia willkommii ingår i släktet ögontröster, och familjen snyltrotsväxter. Inga underarter finns listade i Catalogue of Life.